# Hymenocallis pygmaea
Hymenocallis pygmaea är en amaryllisväxtart som beskrevs av Hamilton Paul Traub. Hymenocallis pygmaea ingår i släktet Hymenocallis och familjen amaryllisväxter. Inga underarter finns listade i Catalogue of Life.